# Alfred Tinsel
Alfred Tinsel (1920-1989) est un peintre figuratif français de la seconde moitié du XXe siècle.

## Biographie
Alfred Tinsel naît le 15 avril 1920 à Metz en Moselle. En 1934, il emménage avec sa famille à Seltz en Alsace. Loin des mouvements artistiques de l'après-guerre, il peint des portraits, des paysages et des natures mortes, dans un style figuratif pleinement assumé. Ses œuvres sont exposées en France et à l'étranger. 
Membre de l'Association des artistes indépendants d'Alsace, il aimait peindre Strasbourg, l'Ill et plus généralement les paysages et les villages alsaciens. De ses nombreux voyages en France, au Maroc, en Espagne, en Italie, en Grèce, ou encore en Belgique, il a ramené de très belles aquarelles sur la Méditerranée, la Bretagne ou encore Bruges. En 1991, une exposition rétrospective à la maison d'art de l'Ancienne douane de Strasbourg rendit hommage à cet artiste sensible. Artiste polyvalent, il enseigna également à l'École des Arts Décoratifs de Strasbourg de 1957 à 1988 et exécuta plusieurs fresques en Alsace. 
Alfred Tinsel meurt le 11 mars 1989 à Strasbourg.